# 妙顕寺 (佐野市)
妙顕寺（みょうけんじ）は、栃木県佐野市堀米町にある、日蓮宗の本山（由緒寺院）。山号は開本山。

## 歴史
- 1294年（永仁2年）中老僧天目が開創する。
- 1432年（永享4年）将軍足利義教、寺領300石寄進。
- 1507年（永正4年）佐野氏の祈願所となる。
- 1574年（天正2年）火災により全山焼失。以降再建を図る。
- 1602年（慶長7年）佐野城の築城により、鬼門除けとして現在地に移転。
- 1794年（寛政6年）火災により鐘楼以外焼失。以降再建を図る。

山内寺院として埋木庵がある。
現住は49世齊藤日軌貫首（富良野市本要寺より晋山）。潮師法縁。

## 旧末寺
日蓮宗は1941年（昭和16年）に本末を解体したため、現在では、旧本山・旧末寺と呼びならわしている。
- 開本山妙顕寺（栃木県佐野市堀米町）
  - 妙顕寺 末：正覚山妙源寺（東京都葛飾区堀切）
  - 妙顕寺 末：長興山立善寺（東京都台東区谷中）

## 交通アクセス
- 東日本旅客鉄道佐野駅から徒歩15分。
- 東武鉄道佐野駅から徒歩15分。

## その他
- 禹範善墓所
- 黄鉄墓所